# Valdas Adamkus
Valdas Adamkus (Kaunas, Lituània, 3 de novembre de 1926) fou president de la República de Lituània, entre 1998 i 2003 i va ser reelegit el juny de 2004, ocupant el càrrec fins al 12 de juliol de 2009.

## Biografia
Valdas Adamkus va néixer a Kaunas, a la Lituània independent. Va fugir del país el 1944 amb els seus pares a Alemanya. Va ser guanyador d'una medalla d'or i una altra de plata en atletisme durant els Jocs Olímpics de les Nacions Ocupades el 1948. Va continuar els seus estudis a la Universitat de Múnic fins a refugiar-se als Estats Units el 1949.
Utilitzant la seva capacitat per parlar cinc llengües, Adamkus ingressa en els serveis d'informació militars de l'Armada dels Estats Units en els anys 50, abans de reprendre els seus estudis i obtenir un diploma al mèrit civil de l'Institut Tecnològic d'Illinois el 1960.
El 1970, Adamkus es va incorporar a la nova agència federal dels Estats Units encarregada de la protecció del medi ambient: l'Agència de Protecció Ambiental dels Estats Units o EPA. Membre del Partit Republicà, va ser nomenat amb l'arribada de la nova administració Reagan el 1981 administrador regional per al Nord-oest dels Estats Units (Illinois, Indiana, Michigan, Minnesota, Ohio i Wisconsin) per tal de controlar la qualitat de l'aire, de l'aigua i la gestió dels residus perillosos.
El president Reagan li concedirà la Distinguished Executive Presidential Rank Award, la més prestigiosa de les condecoracions que pot rebre un funcionari de l'administració federal. Adamkus es va retirar de l'administració federal el 1997.

### Primer terme com a president
De tornada a Lituània va ser elegit president el 4 de gener de 1998 amb el 50,31% dels vots, davant el comunista reformador Artūras Paulauskas del partit Lietuvos demokratin darbo partija (LDDP). Adamkus es va beneficiar del suport del partit Unió de la Pàtria (TS-LK) de l'antic president Vytautas Landsbergis i de tots els partits de dreta.

### Pèrdua de la reelecció
Adamkus va intentar aconseguir un segon mandat però va ser escombrat per Rolandas Paksas el 2003 en una campanya electoral on Paksas demostra que Adamkus no coneix els problemes del poble lituà.

### Segon terme com a president
Quan el president Rolandas Paksas va ser acusat de corrupció i, posteriorment, destituït pel Parlament l'abril de 2004, Adamkus anuncia que no es presentaria a la presidència si no s'autoritzava Paksas a presentar-se malgrat la seva destitució. Tanmateix, encara que el Tribunal constitucional va prohibir a Paksas tornar a presentar-se, Adamkus va mantenir la seva candidatura i aquest nou canvi d'actitud desllueix més encara la imatge de la classe política i exaspera els electors. Malgrat tot, i davant d'un gran nombre de candidats poc coneguts, Adamkus va finalitzar al capdavant la primera volta després d'aconseguir el 30% dels sufragis el 13 de juny de 2004 i és reelegit en segona volta el 27 de juny amb el 52% dels vots davant l'ancià Primer Ministre i aliat de Paksas Kasimiera Prunskiene.
Valdas Adamkus va ser elegit per segona vegada i va estar implicat activament en les reorganitzacions del govern entre 2004 i 2006.

## Vida privada
És membre honorari del Club de Roma i membre honorari de la Fundació Internacional Raoul Wallenberg.